# Ermida de Nossa Senhora do Bom Sucesso (Ribeira Seca)
A Ermida de Nossa Senhora do Bom Sucesso localiza-se na freguesia da Ribeira Seca, concelho da Ribeira Grande, na ilha de São Miguel, nos Açores.

## História
Anexa ao Solar de Mafoma, o templo remonta ao século XVIII.
Tradicionalmente, aqui se iniciam anualmente as celebrações das Cavalhadas de São Pedro (29 de junho), que consistem num elaborado desfile "medieval", que culmina na Igreja de São Pedro.

## Características
Em estilo barroco, em seu interior destaca-se um retábulo em talha dourada e o frontal do altar em azulejo.